# Дронго філіппінський
Дронго філіппінський (Dicrurus balicassius) — вид горобцеподібних птахів родини дронгових (Dicruridae).

## Поширення
Ендемік Філіппін. Поширений в центральній та північній частині архіпелагу. Мешкає у тропічних дощових лісах.

## Опис
Птах завдовжки 26 см, вагою 63-80 г. Це птах з міцною і стрункою зовнішністю, великою округлою головою, конусоподібним і міцним дзьобом, короткими ногами, довгими крилами і довгим хвостом з роздвоєним кінцем, кінчики якого розходяться, вигинаючись назовні в дистальній половині. Оперення глянцево-чорне з відтінками блакитного кольору. Дзьоб і ноги чорнуватого кольору, очі коричнево-червонуваті.

## Спосіб життя
Трапляється парами або поодинці. Харчується комахами, їх личинками та іншими безхребетними, які знаходяться на землі, в польоті або серед гілок та листя дерев та кущів. Також поїдає дрібних хребетних, зерно, ягоди, нектар.

## Підвиди
- Dicrurus balicassius abraensis Vaurie, 1947 — ендемік центральної та північної частини Лусону;
- Dicrurus balicassius balicassius (Linnaeus, 1766) — номінальний підвид, поширений у південному Лусоні та в центрально-південній частині ареалу;
- Dicrurus balicassius mirabilis Walden & Layard, 1872 — поширений в західній частині ареалу.